# Razamanaz
Razamanaz är ett det tredje studioalbumet av den skotska rockgruppen Nazareth, utgivet i maj 1973. Albumet producerades av Roger Glover och spelades in med hjälp av en mobil inspelningsenhet i Skottland. Från albumet släpptes två singlar "Bad, Bad Boy" och "Broken Down Angel" vilka båda tog sig upp på den brittiska singellistan. Titelspåret framförde gruppen ofta live, och det är med på flertalet livealbum av gruppen. Albumet nådde plats 11 på brittiska albumlistan.
På detta album återfinns en nyinspelning av låten "Woke Up This Morning" som föregående år gavs ut på albumet Exercises.

## Låtlista
Alla låtar är skrivna och komponerade av Pete Agnew, Manny Charlton, Dan McCafferty och Darrell Sweet, om inte annat anges. 
| Nr           | Titel                | Kompositör     | Längd |
| ------------ | -------------------- | -------------- | ----- |
| 1.           | Razamanaz            |                | 3:52  |
| 2.           | Alcatraz             | Leon Russell   | 4:23  |
| 3.           | Vigilante Man        | Woodie Guthrie | 5:21  |
| 4.           | Woke Up This Morning |                | 3:53  |
| 5.           | Night Woman          |                | 3:29  |
| 6.           | Bad Bad Boy          |                | 3:55  |
| 7.           | Sold My Soul         |                | 4:49  |
| 8.           | Too Bad Too Sad      |                | 2:55  |
| 9.           | Broken Down Angel    |                | 3:45  |
| Total längd: | Total längd:         | Total längd:   | 34:24 |

## Listplaceringar
| Land           | Topplacering | Ref   |
| -------------- | ------------ | ----- |
| Kanada         | 39           |       |
| Storbritannien | 11           | [ 1 ] |
| Tyskland       | 48           | [ 2 ] |
| USA            | 157          | [ 3 ] |